# Алехандро Гонсалес Ињариту
Алехандро Гонсалес Ињариту (шп. Alejandro González Iñárritu, : ; 15. август 1963, Мексико Сити) мексички је филмски режисер, продуцент и сценариста.

## Биографија
Први играни филм Алехандра Гонсалеса Ињаритуа је био Пасји живот (2000), а филмски критичари су га прогласили првим филмским ремекдјелом 21. вијека. Кандидован је и за Оскара у категорији најбољих страних филмова. На сценарију Пасји живот, Ињариту је радио заједно са књижевником Гилермом Аријагом. Поред Ињаритуа, тим филмом су постигли први успјех у каријери а тиме и одлазак у Холивуд и камерман Родриго Пријето и композитор Густаво Сантаолала као и млади глумац, Гаел Гарсија Бернал.
2015. године његов филм Човек Птица добио је Оскара за најбољи филм, најбољи оригинални сценарио и најбољу фотографију, док је Гонсалес Ињариту добио Оскара за најбољег режисера.
Ињариту је 2016. године поново био номинован за Оскара за најбољег режисера и најбољи филм и још 10 других награда за филм Повратник. На 88. додели Оскара 2016. године његов филм Повратник је добио 3 Оскара, најбољег глумца у главној улози (Леонардо Дикаприо), за најбољу фотографију (Емануел Лубецки) док је Ињариту добио другу годину за редом за најбољег режисера и тиме постао тек трећи режисер који је два пута за редом добио Оскара за најбољег режисера након Џона Форда (1941. и 1942. године) и Џозефа Манкевица (1950. и 1951. године).